# New Bloomington
New Bloomington es una villa ubicada en el condado de Marion en el estado estadounidense de Ohio. En el Censo de 2010 tenía una población de 515 habitantes y una densidad poblacional de 451,92 personas por km².

## Geografía
New Bloomington se encuentra ubicada en las coordenadas 40°35′1″N 83°18′45″O / 40.58361, -83.31250. Según la Oficina del Censo de los Estados Unidos, New Bloomington tiene una superficie total de 1.14 km², de la cual 1.14 km² corresponden a tierra firme y (0%) 0 km² es agua.

## Demografía
Según el censo de 2010, había 515 personas residiendo en New Bloomington. La densidad de población era de 451,92 hab./km². De los 515 habitantes, New Bloomington estaba compuesto por el 93.59% blancos, el 0.39% eran afroamericanos, el 0.19% eran amerindios, el 0.19% eran asiáticos, el 0% eran isleños del Pacífico, el 2.52% eran de otras razas y el 3.11% pertenecían a dos o más razas. Del total de la población el 14.37% eran hispanos o latinos de cualquier raza.